# Instituto Nacional General José Miguel Carrera
L'Instituto Nacional General José Miguel Carrera, ou simplement abrégé en Instituto Nacional (Institut national), fondé le 10 août 1813 par le patriote chilien José Miguel Carrera, est l'un des établissements scolaires les plus prestigieux du Chili et le lycée le plus ancien. Sa devise est Labor omnia vincit. Cette école d'État est réservée aux garçons du primaire et du secondaire ; elle se trouve à Santiago du Chili, près du campus principal de l'université du Chili .
Nombre de personnalités chiliennes y ont été formées y compris plusieurs présidents de la République.

## Anciens élèves
- Manuel Bulnes (1841–1851)
- Manuel Montt Torres (1851–1861)
- José Joaquín Pérez Mascayano (1861–1871)
- Federico Errázuriz Zañartu (1871–1876)
- Aníbal Pinto Garmendia (1876–1881)
- Domingo Santa María González (1881–1886)
- José Manuel Balmaceda Fernández (1886–1891)
- Federico Errázuriz Echaurren (1896–1901)
- Germán Riesco (1901–1906)
- Pedro Montt Montt (1906–1910)
- Ramón Barros Luco (1910–1915)
- Juan Luis Sanfuentes Andonaégui (1915–1920)
- Emiliano Figueroa Larraín (1925–1927)
- Pedro Aguirre Cerda (1938–1941)
- Jorge Alessandri Rodríguez (1958–1964)

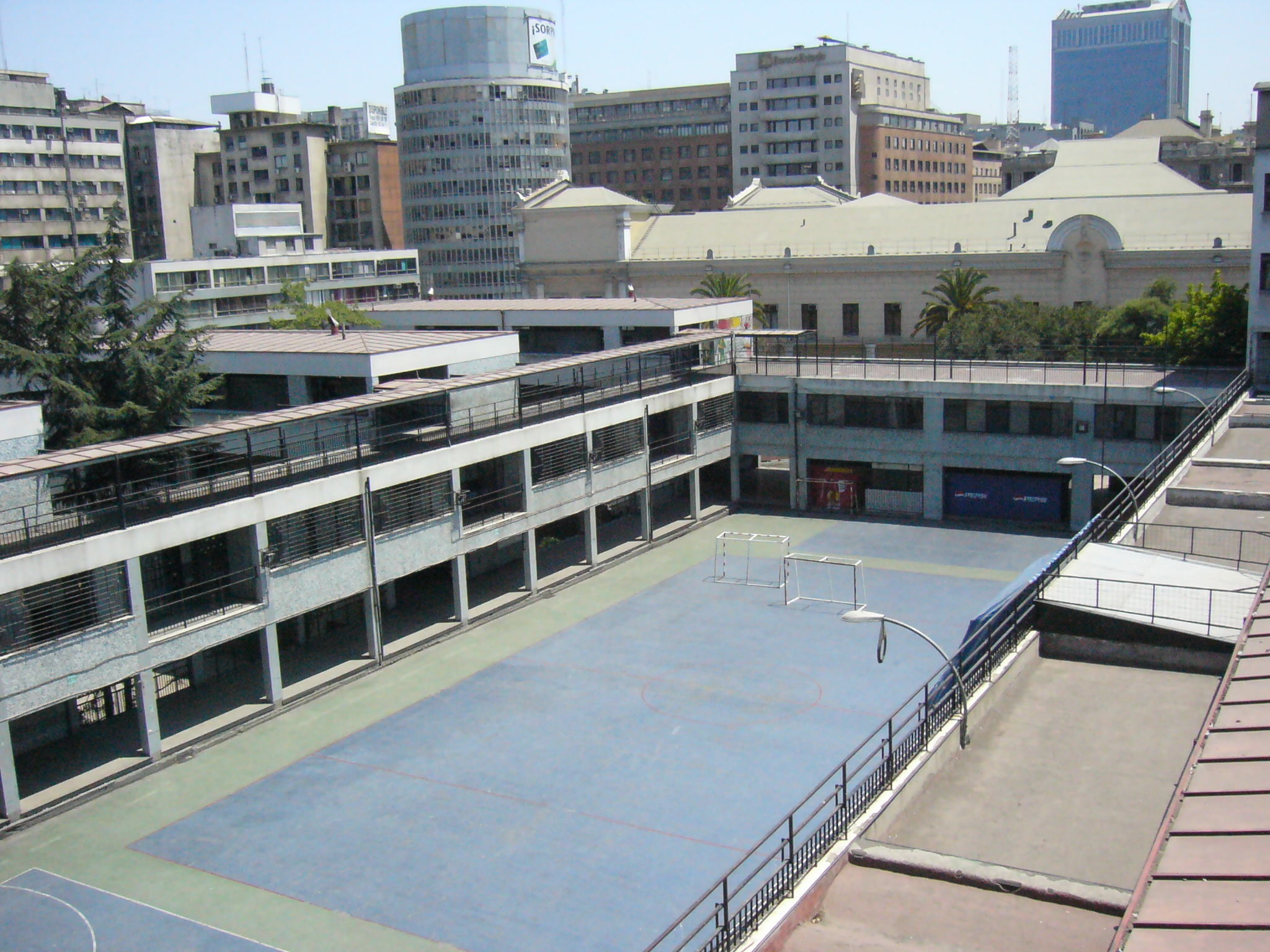
Cour d'honneur.

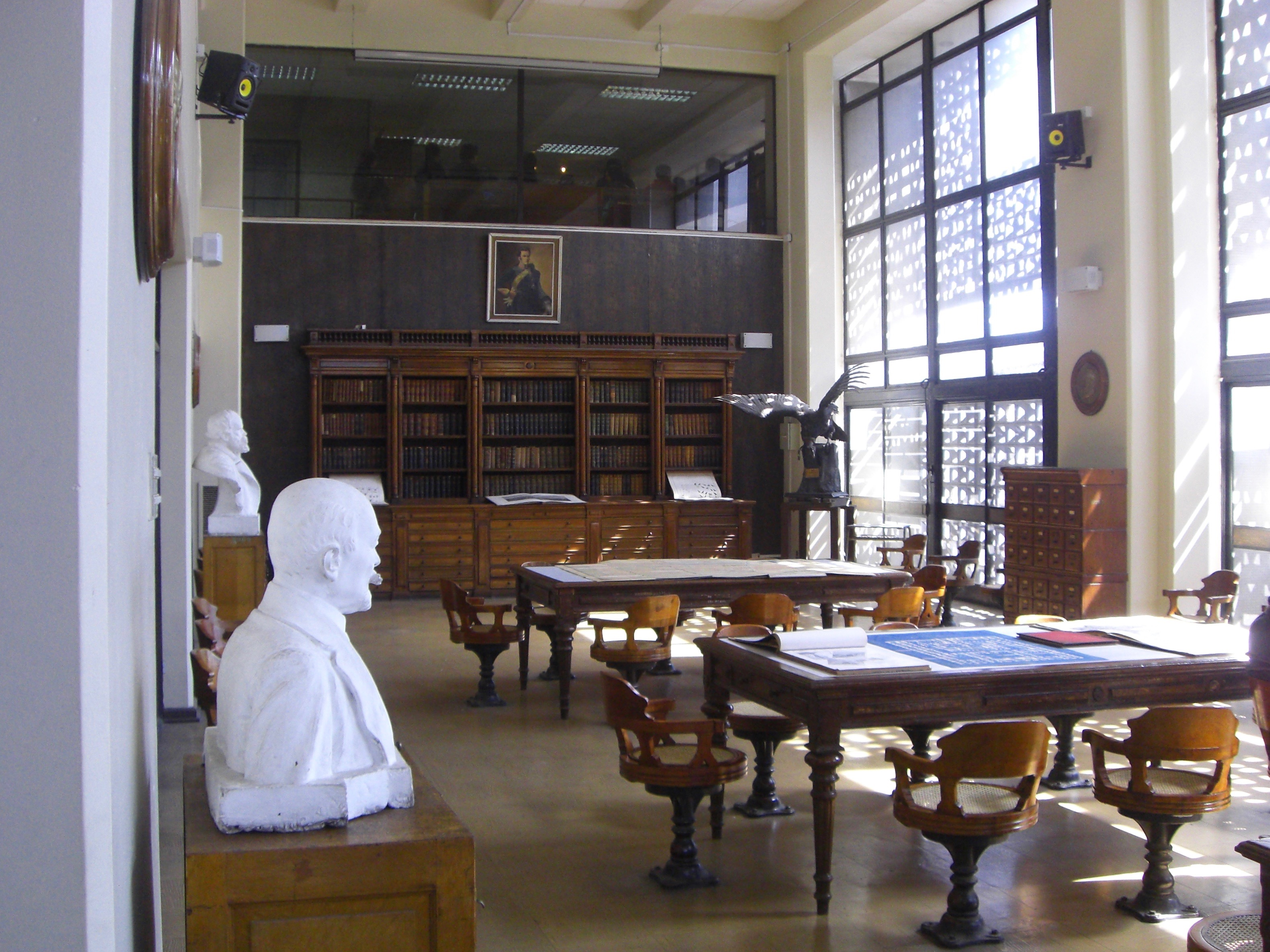
Bibliothèque.

- Salvador Allende (1970–1973)
- Ricardo Lagos (2000–2006)
- Miguel Luis Amunátegui Reyes
- Francisco Bilbao
- Camilo Henríquez
- José Victorino Lastarria
- Benjamín Vicuña Mackenna
- Antonio García Reyes